# River Llugwy
The River Llugwy (walisisch: Afon Llugwy [ˌavɔnˈɬɨɡwɨ]) ist ein Zufluss des River Conwy. Seine Quellen liegen bei Ffynnon Llugwy, einem See im Carneddau-Gebiet in Snowdonia in Nordwest-Wales.

## Geographie

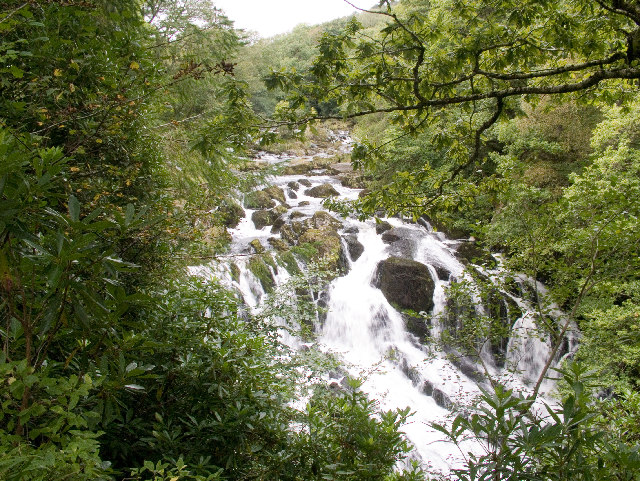
Swallow Falls, bei Betws-y-Coed

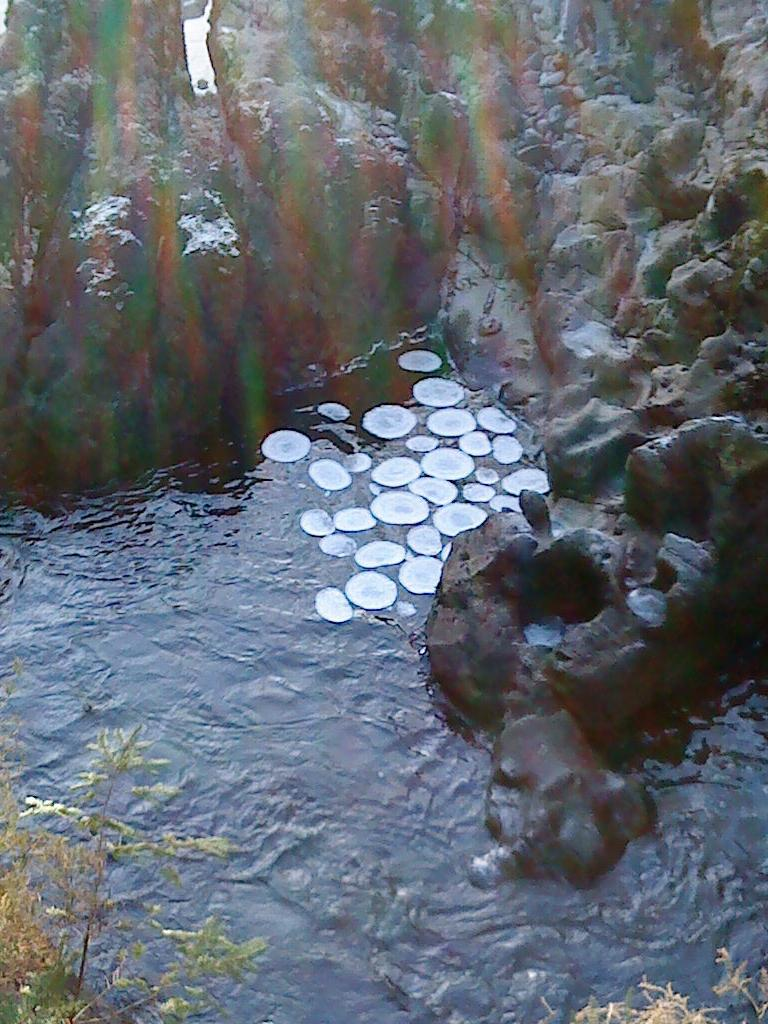
Ein seltenes Phänomenon – Eisscheiben im Fluss bei Betws-y-coed

Die durchschnittliche Jahresniederschlagsmenge im Einzugsgebiet der Llugwy ist die größte, die in England und Wales verzeichnet wird.
Im Großen und Ganzen nimmt der Fluss dieselbe Strecke, die auch die A5 benutzt. Zunächst fließt er durch das Dorf Capel Curig und setzt seinen Lauf durch die Swallow Falls fort, die als Touristenattraktion bekannt sind.
Am Ortseingang von Betws-y-Coed wird er von der Miner's Bridge überspannt, einer malerischen Holzbrücke, die den Fluss in einem steilen Winkel überquert. Kurz darauf unterquert er die Pont-y-pair road bridge und fließt weiter entlang der Hauptstraße, bevor er dem Conwy am nördlichen Ende des Golfplatzes zuströmt.

## Der River Llugwy in der Kunst
Der Llugwy war beliebt bei mehreren viktorianischen Künstlern, wie zum Beispiel Frederick William Hulme. Die romantische Landschaft entlang seiner Ufer ist in zahlreichen Gemälden verewigt.